# Ходжаев, Саиб Ходжаевич
Саи́б Ходжа́евич Ходжа́ев (узб. Soyib Xoʻjayev; 5 декабря 1910, село Ханабад, Ферганская область — 3 мая 1982, Ташкент) — советский, узбекистанский актёр; Народный артист Узбекской ССР (1939).

## Биография
Родился в селе Ханабад (ныне — город в Андижанской области).
В 1927 году играл в театре Коканда, в 1928—1939 — в театре Андижана.
В 1939 году переехал в Ташкент; до конца жизни играл Узбекском театре музыкальной драмы и комедии имени Мукими.
Умер в Ташкенте в 1982 году, похоронен на мемориальном кладбище «Чигатай».
В 2003 году посмертно награждён орденом «Буюк хизматлари учун».

## Творчество
Дебютировал в эпизодичной роли в спектакле «Халима» Г. Зафария в 1927 году в театре Коканда. Исполнил более 300 ролей разных жанров, зарекомендовав себя ярким комедийным актёром, сохранившим традиции народного театра кызыкчи, которому были подвластны сатира, юмор, мимика, пантомима. Особым успехом пользовалась роль Тошболта, которую С. Х. Ходжаев исполнил 1500 раз.
Снимался в кино в 1927—1979 годы.

### Роли в театре
Государственный театр драмы и комедии им. Ахунбабаева (Андижан)
- Труффальдино — «Принцесса Турандот» К. Гоцци
- Соли домла — «Друзья» К. Яшена
- Бобчинский — «Ревизор» Н. Гоголя

Узбекский театр музыкальной драмы и комедии имени Мукими (Ташкент)
- Мулладост — «Проделки Майсары» Хамзы
- Хузурходжа — «Нурхон» К. Яшена, Т. Жалилова
- Микола — «Наталка Полтавка» И. Котляревского и Н. Лысенко
- Тоби — «Двенадцатая ночь» Р. Вильданова по пьесе У. Шекспира
- Тошболта — «Влюблённый Тошболта» Х. Гуляма и М. Левиева
- Мясник Вакил — «Ажаб савдолар».

### Фильмография
| Год  |     | Название               | Роль                           |
| ---- | --- | ---------------------- | ------------------------------ |
| 1927 | ф   | Чадра                  | Сулейман (муж Тюль-Биби)       |
| 1927 | ф   | Шакалы Равата          | Имя персонажа не указано       |
| 1930 | ф   | Дочь святого           | ишман Абду-Наби                |
| 1930 | ф   | Последний бек          | Абдурахман (отец Батыра)       |
| 1933 | ф   | Перед рассветом        | Батыр — главная роль           |
| 1940 | кор | Обыкновенное дело      | Юлдашев (журналист)            |
| 1958 | ф   | Очарован тобой         | железнодорожник                |
| 1959 | ф   | Когда цветут розы      | Имя персонажа не указано       |
| 1964 | ф   | Где ты, моя Зульфия?   | Саиб Ахмеджанов — главная роль |
| 1966 | ф   | Белые, белые аисты     | Ташмат                         |
| 1967 | ф   | Плюс единица           | Зухуров — главная роль         |
| 1969 | ф   | Её имя — Весна         | Махсум (завхоз стройки)        |
| 1971 | ф   | Без страха             | эпизод                         |
| 1971 | тф  | Встреча                | Имя персонажа не указано       |
| 1973 | ф   | Встречи и расставания  | дед Рустама                    |
| 1975 | тф  | Преодолей себя         | эпизод                         |
| 1976 | тф  | Седьмой джинн          | Хан — главная роль             |
| 1977 | ф   | Великолепный мечтатель | эпизод                         |
| 1977 | ф   | Дом под жарким солнцем | эпизод                         |
| 1977 | ф   | Озорник / Шум бола     | эпизод                         |
| 1978 | ф   | Подарю тебе город      | пассажир такси                 |
| 1979 | ф   | Дуэль под чинарой      | эпизод                         |